# Perthes (Haute-Marne)
Pour les articles homonymes, voir Perthes.
Perthes est une commune française située dans le département de la Haute-Marne, en région Grand Est.

## Géographie
| Heiltz-le-Hutier Marne | Saint-Vrain Marne Vouillers Marne | Saint-Eulien Marne |
| Orconte Marne          | Perthes                           | Hallignicourt      |
| Hauteville Marne       | Sapignicourt Marne                |                    |

### Hydrographie
La commune est dans la région hydrographique « la Seine de sa source au confluent de l'Oise (exclu) » au sein du bassin Seine-Normandie. Elle est drainée par le canal de la Marne a la Saone, la Fosse de Charles Quint, la Censiere, le canal 01 de la Pièce Saint-Vrain, le canal 02 de la Pièce Saint-Vrain, le Fossé 01 de la Brunchère, le Fossé 01 de l'Aulnaie et la rigole de Prise d'Eau de Sapignicourt,.
Le canal de la Marne à la Saône est un canal à bief de partage au gabarit Freycinet, d'une longueur de 160 km reliant les vallées de la Marne et de la Saône, géré par les Voies navigables de France. 
Le Fossé de Charles Quint, d'une longueur de 15 km, prend sa source dans la commune de Bettancourt-la-Ferrée et se jette  dans la Marne à Sapignicourt, après avoir traversé six communes. 
La Censière, d'une longueur de 12 km, prend sa source dans la commune de Vouillers et se jette  dans l'Orconté à Orconte, après avoir traversé quatre communes. 

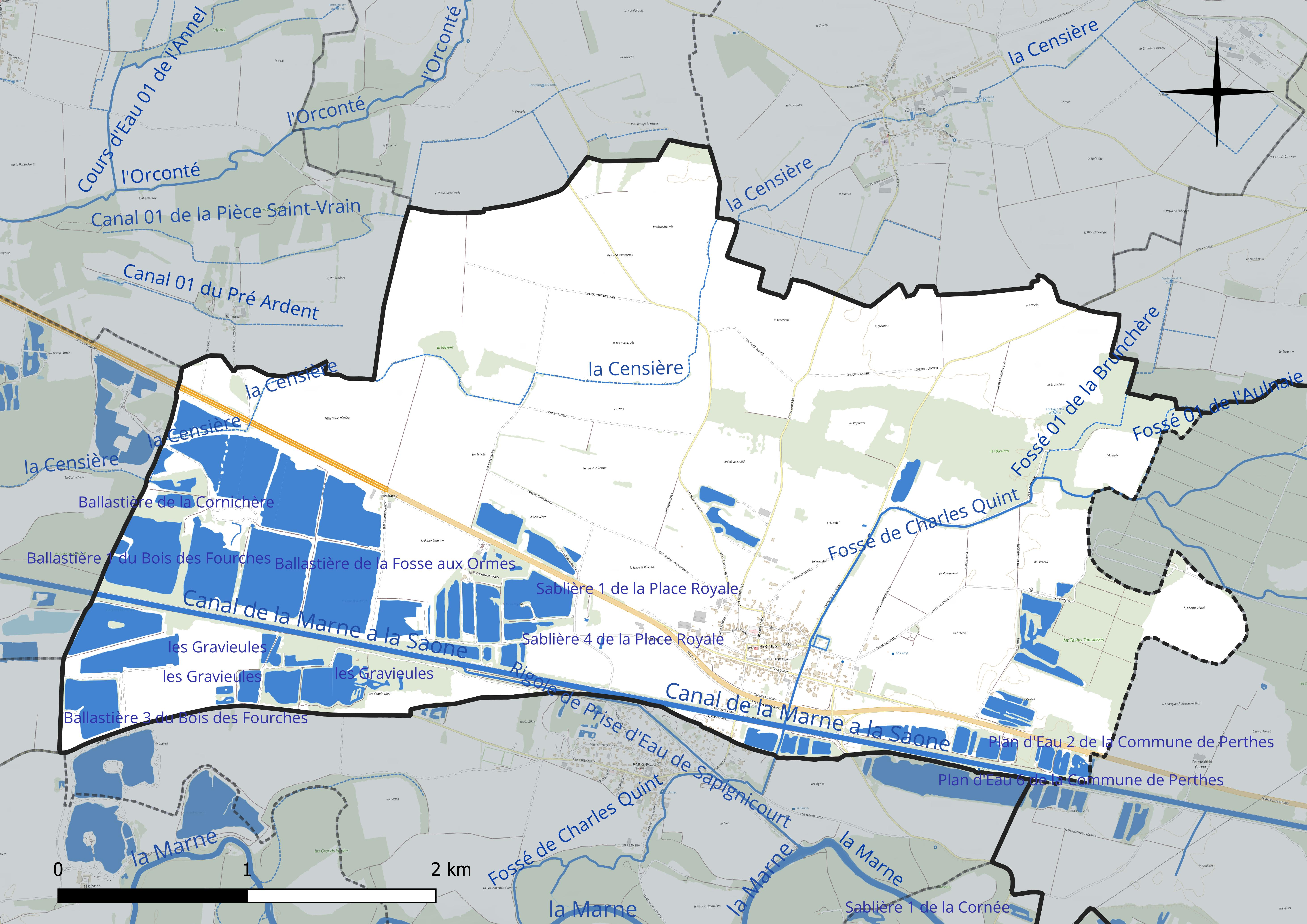
Réseau hydrographique de Perthes.

Divers plans d'eau complètent le réseau hydrographique : la ballastière 1 du Bois des Fourches (11,6 ha), la ballastière 2 du Bois des Fourches (7,7 ha), la ballastière 3 du Bois des Fourches (6,9 ha), la ballastière de la Cornichère (2,2 ha), la ballastière de la fosse aux Ormes (13,7 ha), la sablière 1 de la Place Royale (6,8 ha), la sablière 2 de la Place Royale (3,4 ha), la sablière 3 de la Place Royale (1,8 ha), la sablière 4 de la Place Royale (1,4 ha), le plan d'eau 1 de la commune de Perthes (1,3 ha), le plan d'eau 2 de la commune de Perthes (1,1 ha), le plan d'eau 3 de la commune de Perthes (0,7 ha), le plan d'eau 4 de la commune de Perthes (0,8 ha), le plan d'eau 5 de la commune de Perthes (0,8 ha), le plan d'eau 6 de la commune de Perthes, d'une superficie totale de 1 ha (0,9 ha sur la commune) et les Gravieules (6,6 ha),.

### Climat
Pour des articles plus généraux, voir Climat du Grand Est et Climat de la Haute-Marne.
En 2010, le climat de la commune est de type climat des marges montargnardes, selon une étude du Centre national de la recherche scientifique s'appuyant sur une série de données couvrant la période 1971-2000. En 2020, Météo-France publie une typologie des climats de la France métropolitaine dans laquelle la commune est exposée à un climat océanique altéré et est dans la région climatique  Lorraine, plateau de Langres, Morvan, caractérisée par un hiver rude (1,5 °C), des vents modérés et des brouillards fréquents en automne et hiver. 
Pour la période 1971-2000, la température annuelle moyenne est de 10,4 °C, avec une amplitude thermique annuelle de 16,1 °C. Le cumul annuel moyen de précipitations est de 850 mm, avec 12,5 jours de précipitations en janvier et 8,9 jours en juillet. Pour la période 1991-2020, la température moyenne annuelle observée sur la station météorologique de Météo-France la plus proche, « Saint-Dizier », sur la commune de Saint-Dizier à 10 km à vol d'oiseau, est de 11,6 °C et le cumul annuel moyen de précipitations est de 794,5 mm. 
La température maximale relevée sur cette station est de 41,4 °C, atteinte le 25 juillet 2019 ; la température minimale est de −22,5 °C, atteinte le 14 février 1956,,. 
Les paramètres climatiques de la commune ont été estimés pour le milieu du siècle (2041-2070) selon différents scénarios d'émission de gaz à effet de serre à partir des nouvelles projections climatiques de référence DRIAS-2020. Ils sont consultables sur un site dédié publié par Météo-France en novembre 2022.

## Urbanisme

### Typologie
Au 1er janvier 2024, Perthes est catégorisée commune rurale à habitat dispersé, selon la nouvelle grille communale de densité à sept niveaux définie par l'Insee en 2022.
Elle est située hors unité urbaine. Par ailleurs la commune fait partie de l'aire d'attraction de Saint-Dizier, dont elle est une commune de la couronne,. Cette aire, qui regroupe 72 communes, est catégorisée dans les aires de 50 000 à moins de 200 000 habitants,.

### Occupation des sols
L'occupation des sols de la commune, telle qu'elle ressort de la base de données européenne d’occupation biophysique des sols Corine Land Cover (CLC), est marquée par l'importance des territoires agricoles (67,8 % en 2018), en diminution par rapport à 1990 (78,3 %). La répartition détaillée en 2018 est la suivante : 
terres arables (54,8 %), eaux continentales (17,2 %), forêts (9,9 %), zones agricoles hétérogènes (8,6 %), zones urbanisées (5,1 %), prairies (4,4 %). L'évolution de l’occupation des sols de la commune et de ses infrastructures peut être observée sur les différentes représentations cartographiques du territoire : la carte de Cassini (XVIIIe siècle), la carte d'état-major (1820-1866) et les cartes ou photos aériennes de l'IGN pour la période actuelle (1950 à aujourd'hui).

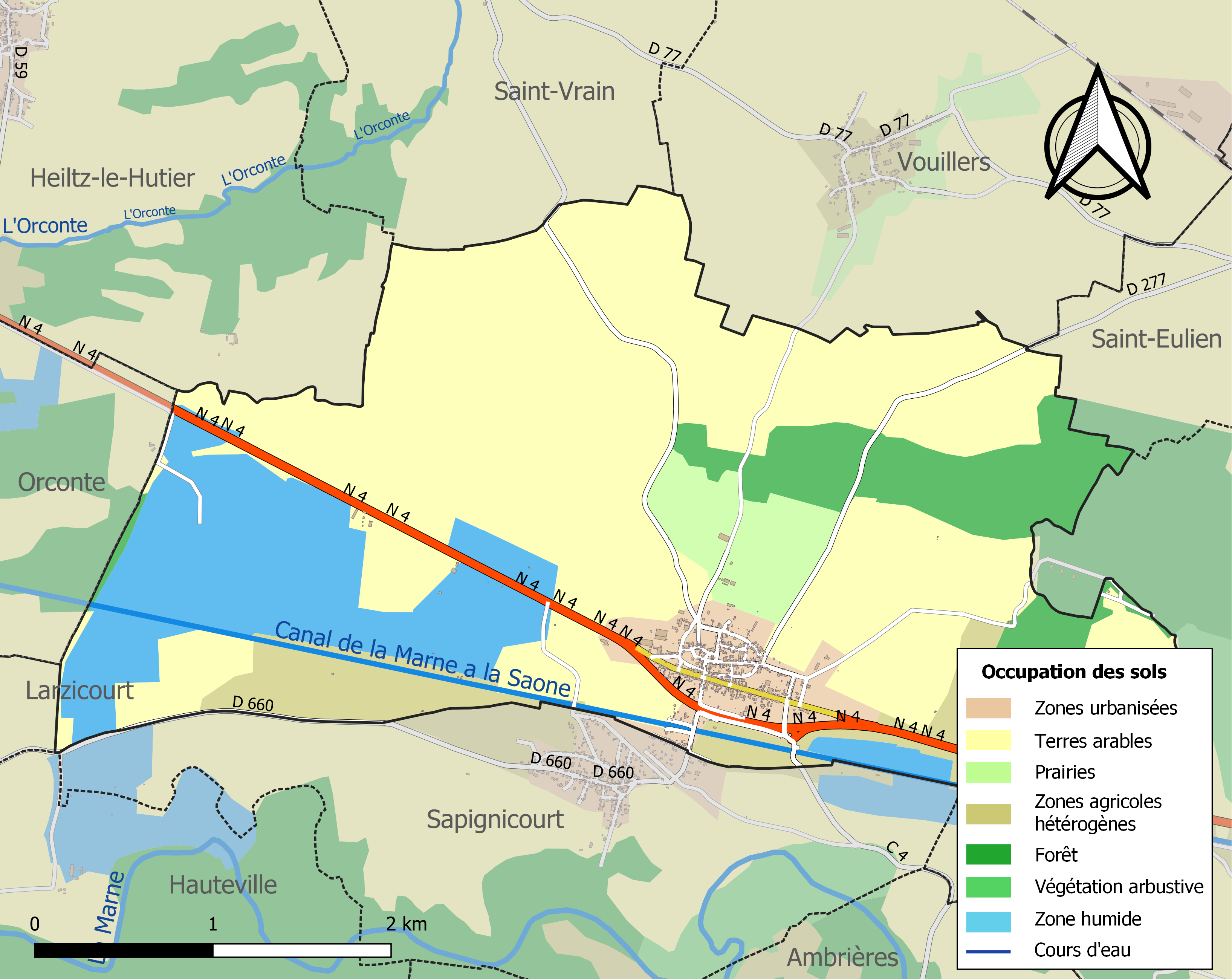
Carte des infrastructures et de l'occupation des sols de la commune en 2018 (CLC).

## Toponymie
Du gaulois *perta qui désigne une « région boisée ou de bocage », tout comme son dérivé pertica, d'où Pertica désignant le Perche. Marianne Mulon le rapproche au gallois perth « buisson » et du breton perzh. Xavier Delamarre rapproche l'élément pert- des différents lieux Perthes, Perte(s) du substantif gallois perth qui signifie « buisson, haie », hypothèse suggérée par le nom de la déesse gauloise Perta, divinité des jardins clos.

## Politique et administration
| Période                                  | Période    | Identité                 | Étiquette | Qualité |
| ---------------------------------------- | ---------- | ------------------------ | --------- | ------- |
| mars 2001                                | avril 2008 | François Gouble          |           |         |
| avril 2008                               | mai 2020   | Alain Noisette           |           |         |
| mai 2020                                 | En cours   | Marie-Claude Saget-Thyes |           |         |
| Les données manquantes sont à compléter. |            |                          |           |         |

## Population et société

### Démographie

#### Évolution démographique
L'évolution du nombre d'habitants est connue à travers les recensements de la population effectués dans la commune depuis 1793. Pour les communes de moins de 10 000 habitants, une enquête de recensement portant sur toute la population est réalisée tous les cinq ans, les populations de référence des années intermédiaires étant quant à elles estimées par interpolation ou extrapolation. Pour la commune, le premier recensement exhaustif entrant dans le cadre du nouveau dispositif a été réalisé en 2008.

En 2022, la commune comptait 517 habitants, en évolution de −2,45 % par rapport à 2016 (Haute-Marne : −4,62 %, France hors Mayotte : +2,11 %).
| 1793 | 1800 | 1806 | 1821 | 1831 | 1836 | 1841 | 1846 | 1851 |
| ---- | ---- | ---- | ---- | ---- | ---- | ---- | ---- | ---- |
| 520  | 660  | 632  | 688  | 725  | 792  | 793  | 866  | 945  |

| 1856 | 1861 | 1866 | 1872 | 1876 | 1881 | 1886 | 1891 | 1896 |
| ---- | ---- | ---- | ---- | ---- | ---- | ---- | ---- | ---- |
| 861  | 870  | 828  | 750  | 703  | 660  | 680  | 612  | 540  |

| 1901 | 1906 | 1911 | 1921 | 1926 | 1931 | 1936 | 1946 | 1954 |
| ---- | ---- | ---- | ---- | ---- | ---- | ---- | ---- | ---- |
| 501  | 483  | 444  | 417  | 431  | 457  | 492  | 504  | 597  |

| 1962 | 1968 | 1975 | 1982 | 1990 | 1999 | 2006 | 2008 | 2013 |
| ---- | ---- | ---- | ---- | ---- | ---- | ---- | ---- | ---- |
| 667  | 735  | 700  | 630  | 587  | 617  | 555  | 557  | 552  |

| 2018 | 2022 | - | - | - | - | - | - | - |
| ---- | ---- | - | - | - | - | - | - | - |
| 522  | 517  | - | - | - | - | - | - | - |

## Lieux et monuments
Église Notre-Dame : l'église de la ville a été construite à cheval entre le roman et le gothique.
Ainsi les vitraux de l'allée centrale sont encaissés dans de la lourde pierre alors que le chœur est très lumineux.
À voir : les fonts baptismaux du XIVe siècle.
Le puits Saint-Léger est proche de l'église.
La légende affirme que, lors d'une période de canicule, le futur saint a creusé un trou qui s'est rempli d'eau. Une explication probable est que la nappe phréatique est à seulement quelques décimètres de la surface et que l'eau y a toujours été abondante.
Une relique du saint se trouve près du presbytère dans l'église Notre-Dame.
Une procession religieuse avec saint Léger entre Perthes et Saint-Dizier a eu lieu en août 1976 lors de la grande canicule pour faire pleuvoir.

## Personnalités liées à la commune
- Sainte Menehould y serait née au Ve siècle.
- Libaire de Grand pourrait également y être née au IVe siècle.